# 张健 (田径运动员)
张健（1976年4月5日—）是中国退役中长跑运动员，精于800米赛跑。她参加1996年夏季奥林匹克运动会。
她的个人最好成绩是1分58秒98，于1997年10月在上海获得。

## 成绩
| 年        | 賽事       | 舉辦城市         | 名次      | 記錄      |
| 代表 中国 | 代表 中国  | 代表 中国        | 代表 中国 | 代表 中国 |
| --------- | ---------- | ---------------- | --------- | --------- |
| 1995      | 亚洲锦标赛 | 印度尼西亚雅加达 | 第2名     | 1500 m    |
| 1997      | 东亚运动会 | 韩国釜山         | 第1名     | 800 m     |
| 1998      | 亚洲锦标赛 | 日本福冈         | 第1名     | 800 m     |
| 1998      | 世界杯     | 西班牙马德里     | 第6名     | 800 m     |

## 外部連結
- 张健在World Athletics（英语）
- 张健在Olympedia（英语）